# زمین‌لرزه ۱۹۲۰ مندوزا
زمین‌لرزه مندوزا  در تاریخ ۱۷ دسامبر ۱۹۲۰ میلادی، برابر با ‎۲۶ آذر ۱۲۹۹، ساعت ۱۸:۵۹:۴۹ به زمان یوتی‌سی در آرژانتین ، منطقه مندوزا رخ داد. ژرفای این زلزله ۱۰ کیلومتر بود. بزرگی آن ۶ در مقیاس ریشتر اعلام شده‌است. زمین‌لرزه به وقت محلی در روز جمعه، ساعت ۱۵ روی داده و منطقه زمانی آن یوتی‌سی -۳ بوده‌است (با لحاظ تغییر ساعت تابستانی).
سازمان زمین‌شناسی آمریکا نیز جای این زمین‌لرزه را در مختصات ۳۲°۴۲′جنوبی ۶۸°۲۴′غربی / ۳۲٫۷°جنوبی ۶۸٫۴°غربی و بزرگی آنرا برابر با ۶ در مقیاس ریشتر اعلام کرده‌است. ژرفای گزارش شده از سوی این سازمان ۱۰ کیلومتر می‌باشد.
شمار کشتگان زلزله حدود ۴۰۰ نفر بوده‌است.